# ترایبل هاوس

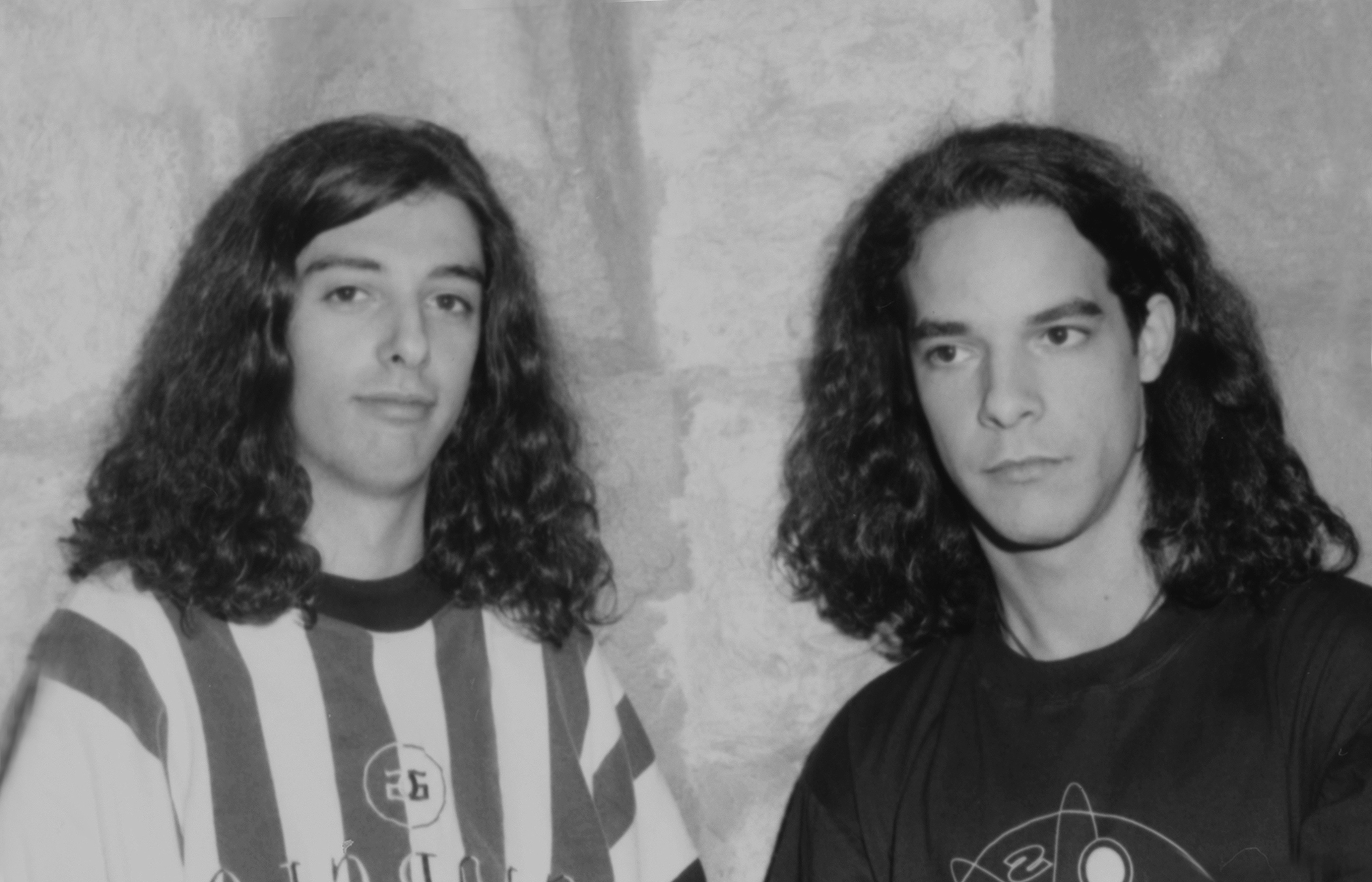
ترایبل هاوس

ترایبل هاوس (به انگلیسی: Tribal house) زیرگونه‌ای از موسیقی هاوس است که موسیقی هاوس عرفی را با موسیقی ملل (موسیقی بومی از تمام دنیا) ترکیب می‌کند.
در ساختار به دیپ هاوس شباهت دارد، اما عناصر سازهای کوبه‌ای قومی یا بومی را فراهم می‌آورد (معمولا طبل‌های کانگا (به انگلیسی: Conga) یا مشتقات سنتزشده‌اش).

## تاریخچه
از اوائل دهه 1990 میلادی موسیقی هاوس آمیختگی‌هایی از دیگر سبک‌ها را تجربه می‌کرد.